# Parafia Przenajświętszej Trójcy w Bobrku
Parafia Przenajświętszej Trójcy w Bobrku – parafia rzymskokatolicka znajdująca się w Bobrku w dekanacie Libiąż archidiecezji krakowskiej.

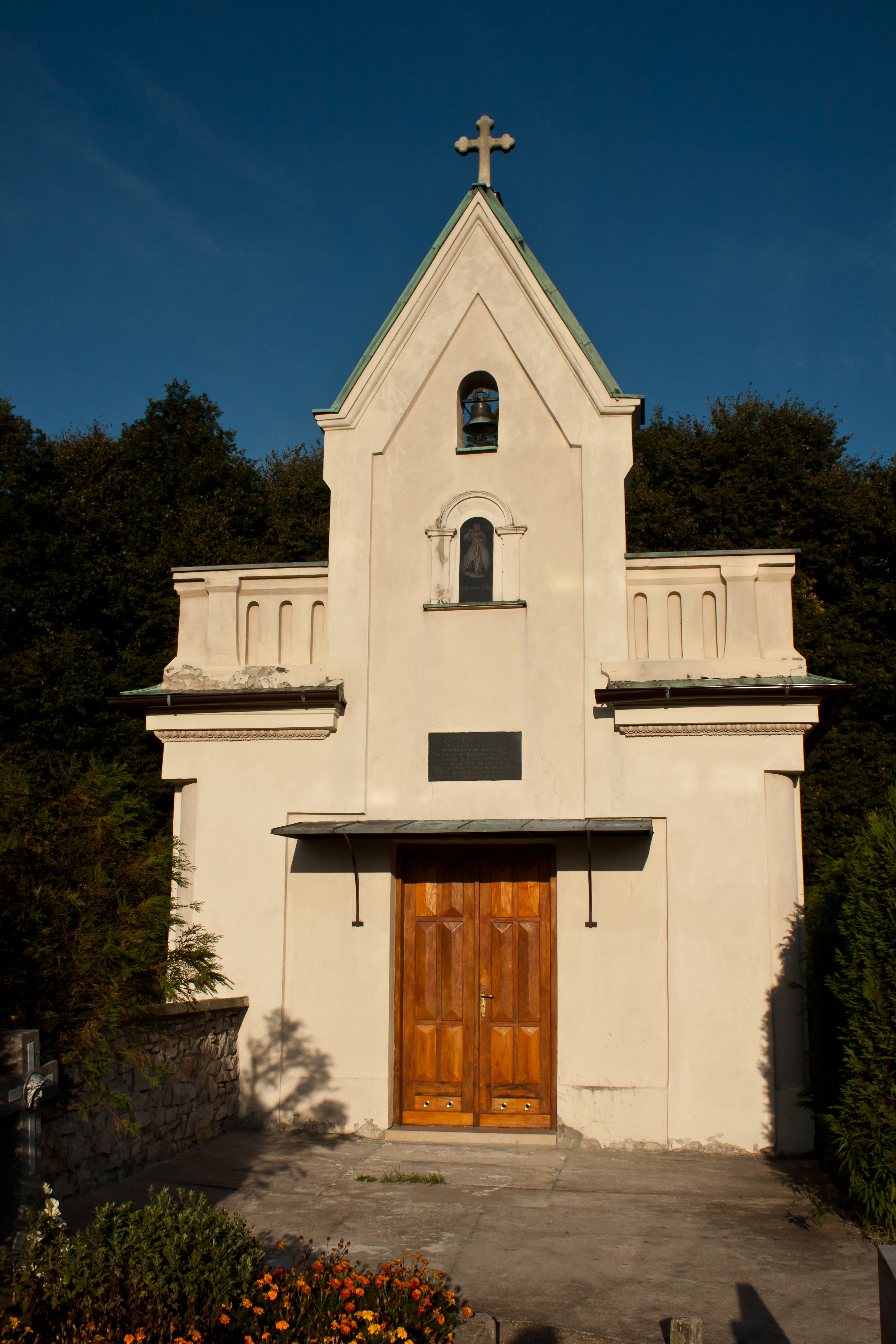
Kaplica grobowa przy kościele parafialnym